# Кабильо, Альфи
Альфи Кабильо (хорв. Alfi Kabiljo; 22 декабря 1935, Загреб, Королевство Югославия — 1 апреля 2025, Загреб, Хорватия) — хорватский композитор, музыкант, дирижёр. Автор популярных песен, киномузыки (озвучил 40 кинофильмов, в том числе 2 музыкальных фильмов), двух балетов, 11 мюзиклов.

## Биография
Кабильо написал свою первую песню в 8-летнем возрасте. Учился музыке у хорватского композитора Рудольфа Маца (Rudolf Matz), а затем поступил в музыкальную школу Ватрослава Лисинского. Освежить навыки составления музыки помогал ему Роджер Самин (Roger Samyn). Хотя он и получил диплом архитектурного факультета Загребского университета, так никогда и не использовал его. Большую часть жизни Кабильо провел в престижном пригороде Загреба Шалате (Šalata), но также находился некоторое время в Париже.
Профессиональную карьеру Альфи Кабильо начал в 1957 году. Его песни исполняли популярные хорватские исполнители на отечественных и международных фестивалях. В последние десятилетия Альфи Кабильо неизменно входил в состав жюри авторитетных песенных конкурсов. В конце 1950-х и в 1960-е годы Кабилджо длительное время жил в Лондоне, был завсегдатаем театров в Вест-Энде, где именно рождался жанр рок-оперы (или рок-мюзикла).
Альфи Кабильо был председателем Хорватского общества композиторов (хорв. Hrvatsko društvo skladatelja) и членом Международной федерации фестивальных организаций (фр. Federation Internationale des Organisations de Festivals, FIDOF). Дружит со многими кинозвездами, в частности с Шэрон Стоун, с которой сошелся во время работы над голливудским триллером «Ножницы» (1991).
Альфи Кабильо является автором огромного числа саундтреков, в том числе для иностранных фильмов, а также многочисленных ТВ-саг на хорватском телевидении. В частности, Кабильо написал музыку для признанного шедевра хорватской кинематографии, награждённого призами многих кинофестивалей — военной драмы «Оккупация в 26 картинках» (1978) режиссёра Лордана Зафрановича.
Самым известным и наиболее признанным произведением Кабильо является музыка к мюзиклу «Ялта, Ялта» (1971), за которую в 2004 году композитор получил национальную музыкальную премию «Порин» (Porin) как за magnum opus.
Скончался 1 апреля 2025 года в Загребе.